# Rivière des Deux Milles (Québec-Maine)
Pour les articles homonymes, voir Deux milles.
La rivière des Deux Milles (anglais : South Branch Twomile Brook) est un affluent de la Grande rivière Noire (désignée « Big Black River » dans le Maine), coulant dans le :
- territoire non organisé de Petit-Lac-Sainte-Anne, dans Kamouraska (municipalité régionale de comté), dans la région administrative du Bas-Saint-Laurent, au sud du Québec, au Canada ;
- comté d’Aroostook, dans le North Maine Woods, dans le Nord du Maine, aux États-Unis.

Le cours de la rivière des Deux Milles coule entièrement en zones forestières.

## Hydrographie
La rivière des Deux Milles prend sa source dans le territoire non organisé du Petit-Lac-Sainte-Anne, dans les monts Notre-Dame.
Cette source est située entre deux montagnes dont les sommets atteignant une altitude de 669 m du côté Ouest) et 650 m du côté est. Cette source est située à :
- 3,0 km au nord du sommet de la montagne des Deux Milles (altitude : 640 m) ;
- 12,2 km au nord-est du centre du village de Saint-Omer ;
- 3,1 km au nord-ouest de la frontière canado-américaine ;
- 44,1 km au sud-est du littoral sud-est du fleuve Saint-Laurent.

À partir de sa source, la rivière des Deux Milles coule sur 29,3 km, selon les segments suivants :
‘’’Cours supérieur de la rivière au Québec’’’ (segment de 5,7 km)
- 1,9 km vers le sud, jusqu’à un ruisseau (venant du nord-ouest);
- 1,1 km vers le sud-est, en passant à l’est de la montagne de la Tour, jusqu’à un ruisseau (venant de l’ouest);
- 2,7 km vers le sud-est, en passant à l’est de la montagne des Cinq Milles jusqu’à la frontière canado-américaine.

‘’’Cours inférieur de la rivière au Maine’’’ (segment de 23,6 km descendant sur 230 m en dénivellation)
- 14,0 km vers le sud-est dans le canton T16 R14 WELS, dans le Maine, jusqu'à une route forestière;
- 3,3 km vers le sud-est, jusqu’au « North Branch » (venant du nord);
- 6,3 km vers le sud dans le canton T15 R14 WELS, jusqu’à la confluence de la rivière[2].

La rivière des Deux Milles se déverse sur la rive Nord de la Grande rivière Noire (anglais : Big Black River) dans le comté d’Aroostook. Cette confluence est située à :
- 2,7 km en amont de la confluence de la Grande rivière Noire;
- 21,0 km à l’est du centre du village de Saint-Pamphile;
- 15,4 km au sud-est de la frontière canado-américaine (Québec-Maine).

À partir de la confluence de la rivière des Deux Milles, la Grande rivière Noire (désignée « Big Black River » dans le Maine) coule vers l’est jusqu’à la rive Ouest du fleuve Saint-Jean. Ce dernier coule vers l'est et le nord-est en traversant le Maine, puis vers l'est et le sud-est en traversant le Nouveau-Brunswick. Finalement le courant se déverse sur la rive nord de la Baie de Fundy laquelle s’ouvre vers le sud-ouest sur l’Océan Atlantique.

## Toponymie
Le toponyme rivière des Deux Milles a été officialisé le 2 décembre 1982 à la Commission de toponymie du Québec,.